# Jacobus Egbertus Lycklama à Nijeholt
Jacobus Egbertus Lycklama à Nijeholt (Wommels, 2 april 1742 - IJsselstein, 5 mei 1810) was een bestuurder. Hij was een zoon van Albertus Lycklama à Nijeholt Sr. en Adriana van Burenstins (1705-?) en een kleinzoon van Jacobus Lyckles Lycklama à Nijeholt.
Lycklama studeerde in de rechten en medicijnen. Hij begon zijn carrière als geneesheer te Franeker, maar verplaatste zich op een gegeven moment naar IJsselstein, waar hij de stadsdokter was en apotheker.
Hij huwde op 25 juni 1769 te Nijmegen met Dirkje Dibbetz. (1748-1781), dochter van Arnoldus en van Johanna Nijhoff. Een jaar later, op 11 augustus 1782, huwde hij te IJsselstein met Machteld den Beer Poortugael ( 1756-1795), dochter van Martinus en van Machdelina Antoinette van Bylandt.
Toen hij enige tijd in IJsselstein woonde, werd hij schepen van 1785 tot 1795. Hij was een ijverig patriot waardoor hij onder andere kapitein werd van een compagnie vrijcorporisten, waar hij democratisch door verkozen werd. Lycklama was erg populair onder de schutters, vanwege zijn grote kennis van het exerceren. 
In 1799, wanneer hij ondertussen baljuw van de IJsselstein was geworden, hield hij een openlijke redevoering in de Oude Sint-Nicolaaskerk om zijn blijdschap over de mislukte landing van de Engelsen en Russen bij Castricum te verkondigen. Hij was niet de enige patriot in de familie. Zijn neefjes Willem en Albertus speelden rollen tijdens de woelingen in Bolsward en Franeker. Albertus was ridder in drie Franse ordes, waaronder het Legioen van Eer.
Lycklama overleed in 1810 en werd begraven in de kerk te IJsselstein. Bijna 50 jaar later werd op zijn graf een blauwe zerk geplaatst, waarop het wapen van de familie en een opschrift was aangebracht.

## Kinderen
Uit zijn huwelijk met Dirkje Dibbetz kreeg hij de zeven kinderen (van wie er zes jong overleden):
- Johanna Lycklama à Nijeholt (1771-1815), ongehuwd

Uit zijn huwelijk met Machteld den Beer Poortugael kreeg hij de volgende kinderen:
- Adriana Machteld Lycklama à Nijeholt (1785-1840), gehuwd met G.F. (Gijsbert) baron von Derfelden van Hinderstein en Snellenburg, benoemd in de ridderschap van Utrecht, lid provinciale staten van Utrecht, kamerheer
- Johanna Henrica Petronella Lycklama à Nijeholt (1787-1806)
- Cornelis Frederik Adolph Amelius Lycklama à Nijeholt (1788-1815), kapitein der infanterie.
- Maria Lycklama à Nijeholt (1790-1862), gehuwd met ds. A.L. (Abraham) Augustini
- Jacoba Aletta Lycklama à Nijeholt (1791-1867)
- George Lycklama à Nijeholt (1792-1866), kapitein der infanterie
- Albertina Johanna Henrietta Lycklama à Nijeholt (1794-1866), gehuwd met B.L.C. (Bernard) van den Heuvel, ontvanger der registratie